# Gunnar Sträng
Gunnar Georg Emanuel Sträng est un homme politique suédois né le 23 décembre 1906 à Järfälla et mort le 7 mars 1992 à Stockholm.
Membre du Parti social-démocrate, Sträng est député au Riksdag de 1946 à 1985 et ministre dans plusieurs gouvernements.